# バーアンテナ
バーアンテナとは小型磁気ループアンテナの一種である。バーアンテナは日本独自の俗称でフェライトロッドアンテナやループスティックアンテナと呼ばれる。

## 原理

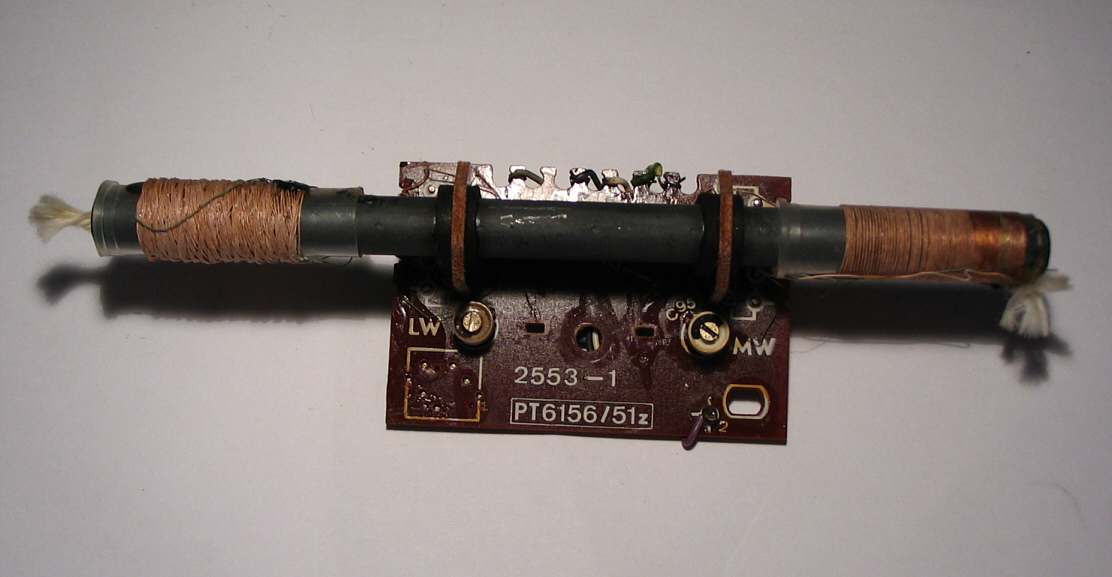
長波用と中波（AM放送）受信用の2つの巻線を持つAMラジオのフェライトループスティックアンテナ。長さ約10cm。フェライトアンテナは通常、ラジオ受信機の内部に封入されている。

フェライトなどの透磁率の高い棒状のコアに、表面を絶縁被覆した電線を巻き付けたアンテナである。アンテナの内部を磁力線が通過することにより、電磁誘導による起電力を発生させる原理である。通常は、巻き付けた電線をコイルとみなし、並列に接続したコンデンサと共振回路を形成して出力を取り出す。2回路以上の巻線やタップ（引き出し線）を設け、トランスとしての機能を兼ねることが多い。波長より小さいアンテナは、電磁波を集める効率が非常に低くアンテナの利得は1より遥かに小さくなる。しかし、同一サイズの空芯コイルと比べると、バーアンテナのコイルには透磁率倍の電流が誘起されるため、磁場エネルギーを非常に効率よく集めることができる。正確には、ここでの透磁率は実効透磁率であり、コアのカタログに表示される初透磁率の値よりはるかに小さく、初透磁率が1000程度の場合でも通常10から20程度の値になる。これはコア内部に生じる反磁界の影響である。実効透磁率はコア形状から計算で得られるが、コイルを巻く位置や巻き方に大きく依存するため、実際の周波数で測定すべきものである。
また、長波や中波の波長は極めて長いため、バーアンテナ近傍の電気製品などから輻射されるノイズの影響を顕著に受けることになるが、アンテナを小型化することにより、これら近接場のノイズの影響を少なくすることができる。このようにバーアンテナはその小ささゆえの利得の低さを、高い透磁率でカバーし、同時に、近傍ノイズの影響を受けにくくすることにより、高いSN比を実現しているアンテナと言える。
バーアンテナは8の字の指向性があり、コア（巻線）と垂直な方向からの電波は受信しにくい。W1FB D. DeMawによると、不平衡な給電線への接続やアンテナ周辺の環境によりバーアンテナの指向性が乱れることから、バーアンテナは平衡アンテナであるとしている。

## 使用例

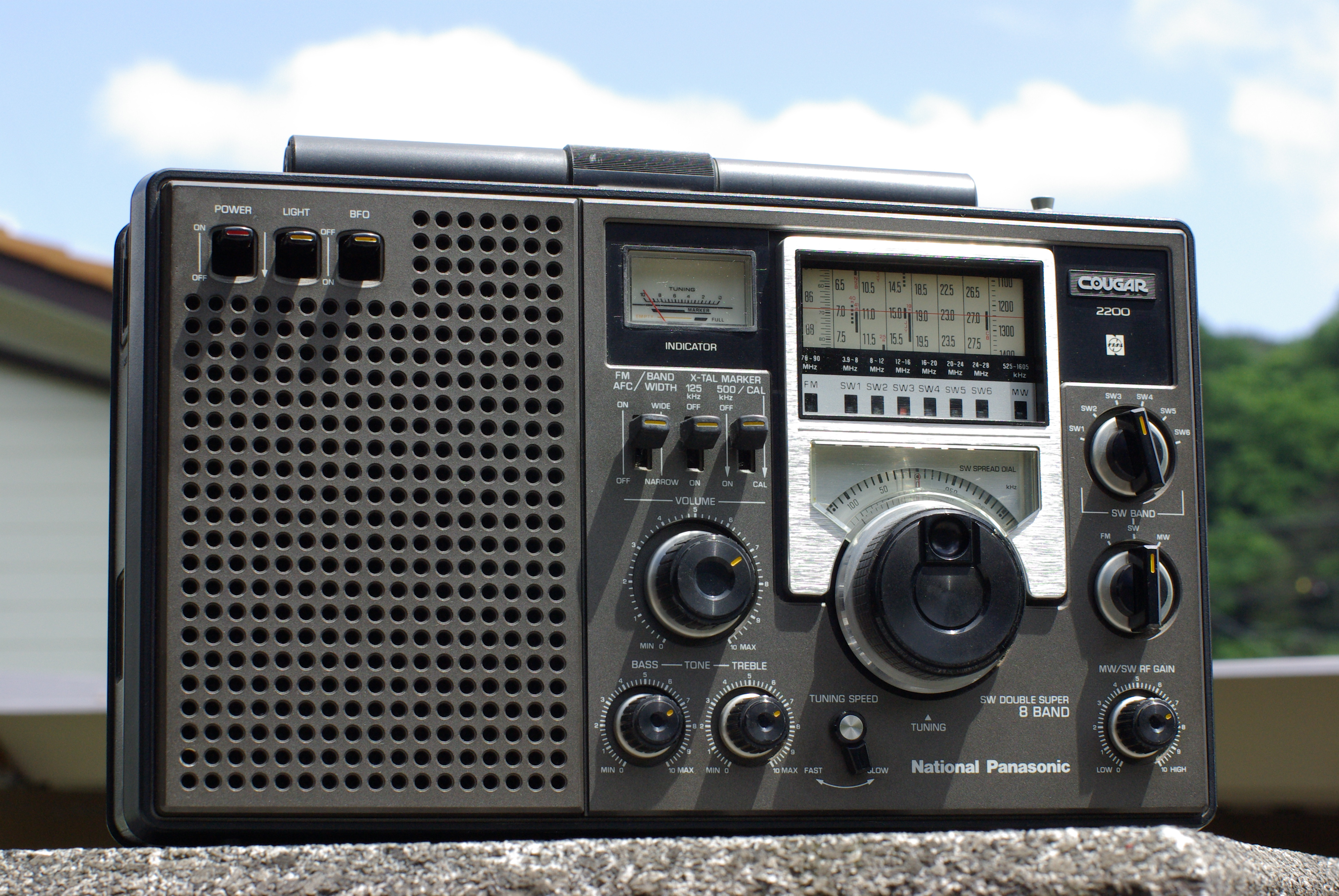
最上部に回転式バーアンテナを備えた例。松下電器 RF-2200（クーガ2200）

受信する電波の波長とは直接関係無く形状を小型にできるため、長波から中波の受信用、例えばAMラジオや電波時計に広く用いられる。かつては、140MHz帯のポケットベルに用いられていたこともある。バーアンテナには指向性があるため、AMラジオを受信する場合において、高い信号出力を得るため、または混信や雑音の影響を避けるためには、ラジオ本体の向きを変えることが必要である。バーアンテナをラジオ本体上部に回転機構を介して取り付け（ジャイロアンテナ）、ラジオ本体を動かす必要のないラジオも存在する（例：パナソニック RF-U700）。また、その性質を利用して、既知の複数の放送局の位置から簡易的に自位置を測定することも可能であり、それを応用した装置も存在した。
指向性を持つことを利用して2本をL字型に配置して自動方向探知機に使用される。

## 制約
構造上、高いインダクタンスを持つことや、コアの周波数特性の問題から、概ね200MHz以上の周波数ではアンテナとして良好に動作させることが困難であるため使用されない。また、アンテナ効率が低く、コアの発熱が生ずるため、大電力の送信用には使用できない。